# بوعرفة (ولاية البليدة)
بوعرفة هي إحدى بلديات ولاية البليدة التابعة لـ دائرة البليدة.

## جغرافيا
| البليدة | البليدة                  | الشفة                    |
| الشريعة | بوعرفة                   | الشفة                    |
|         | الحمدانية (ولاية المدية) | الحمدانية (ولاية المدية) |